# Hatsuharu (Schiff, 1933)
Die Hatsuharu (初春 Vorfrühling), aus 1933 war der zweite Zerstörer der Kaiserlich Japanischen Marine dieses Namens. Der erste war von 1907 bis 1924 im Einsatz, zuletzt als Zielschiff. Die Hatsuharu war das Typschiff der sechs Schiffe der Hatsuharu-Klasse, die unter dem Maru 1 Keikaku (マル1計画, 第一次補充計画) Programm gebaut wurden. Drei wurden im Finanzjahr 1931 auf Stapel gelegt, die nächsten drei 1933. Die restlichen sechs geplanten Schiffe wurden als Shiratsuyu-Klasse gebaut.

## Bau und Planung
Mit dem Bau der anspruchsvollen Zerstörer der Hatsuharu-Klasse war geplant, der Kaiserlich Japanischen Marine kleinere und wirtschaftlichere Zerstörer als die vorherigen der Fubuki- und Akatsuki-Klasse zur Verfügung zu stellen. Geplant war allerdings eine im Wesentlichen gleiche Bewaffnung wie die der größeren Schiffe. Die widersprüchliche Zielsetzung führte zu topplastigen Schiffen mit Stabilitätsproblemen und mit inhärenten strukturellen Schwächen. Nach dem 'Tomozuru Zwischenfall' 1934 und der Sturmfahrt der 4. Japanischen Flotte, als sie während eines Manövers am 26. September 1935 rund 400 km östlich vor Sanriku in einen heftigen Taifun geriet und die Zerstörer Hatsuyuki und Yūgiri ihre Bugsektionen verloren und sogar die erst kürzlich gebauten Kreuzer Myōko und Mogami und die leichten Träger Hōshō und Ryūjō Brüche in ihren Rümpfen aufwiesen, sah sich die Kaiserliche Flotte gezwungen, Schiffe aus dieser Planungsperiode umzubauen.
Bei der Indienststellung hatte die Hatsuharu vier 12,7-cm-Geschütze, zwei in Einzeltürmen auf dem Vordeck in Einzeltürmen, wobei der zweite Turm ein Deck höher stand, als der erste und einen Doppelturm am Heck. Mittschiffs waren neun 61-cm-Torpedorohre in Dreiergruppen aufgestellt. Beim nötig werdenden Umbau wurde die Brücke verkleinert und aus den beiden Einzeltürmen vorn wurde ein Doppelturm, der dritte Torpedorohrsatz wurde mitsamt der Reservetorpedos durch einen 12,7 cm Einzelgeschützturm ersetzt und mehr Ballast wurde untergebracht, wodurch die Verdrängung von 1.400 t auf 1.715 t wuchs und die Geschwindigkeit von 36,5 auf 34 kn sank.
Die Zerstörer der Hatsuharu-Klasse hatten die gleichen 12,7-cm-Geschütze mit der Kaliberlänge 50, wie die zweite Gruppe der Zerstörer der Fubuki -Klasse mit der maximalen Erhöhung von 70°, damit sie auch gegen Flugzeuge eingesetzt werden konnten. Die sechs nach dem Umbau übriggebliebenen Torpedorohre waren vom Typ 90 Model 2 und jeder Dreiersatz konnte mit Hilfe eines elektro-hydraulischen Systems innerhalb von 25 Sekunden eine 360°-Drehung vollführen. Bei Benutzung des manuellen Systems dauerte eine Drehung 2 Minuten. Jedes Torpedorohr konnte innerhalb von 23 Sekunden nachgeladen werden. Im Laufe des Krieges wurden die Reservetorpedos für eine verstärkte Flugabwehr geopfert. Die Kiellegung der Hatsuharu war am 14. Mai 1931, der Stapellauf fand am 22. Februar 1933 statt und wurde am 30. September 1933 in Dienst gestellt.

## Einsatzgeschichte
Während des Angriffs auf Pearl Harbor gehörte die Hatsuharu mit ihren Schwesterschiffen, der Nenohi, der Wakaba und der Hatsushimo zur 21. Zerstörerdivision im 1. Zerstörergeschwader der 1. Flotte der japanischen Marine. Die Schiffe blieben in den Heimatgewässern auf U-Bootpatrouille. Am 24. Januar 1942 deckte die Hatsuharu die Landungsoperationen bei Kendari auf Sulawesi in Niederländisch-Indien, als Teil der Operation H. Am 25. Januar kollidierte die Hatsuharu mit dem Leichten Kreuzer Nagara und beide Schiffe mussten zur Reparatur nach Davao. Am 11. Februar 1942 waren die Reparaturarbeiten bei der Hatsuhara beendet und sie geleitete Tanker nach Balikpapan, Tarakan und Makassar bevor sie sich ihrem Geschwader am 26. Februar wieder anschloss und Ende März zu Überholungsarbeiten nach Sasebo zurückkehrte.
Ab Mai 1942 operierte die Hatsuharu zusammen mit dem Leichten Kreuzer Abukuma im Norden Honshūs als 'Ōminato Wachdienst (大湊警備府, Ōminato Keibifu)', um den Angriff auf Dutch Harbor, die „Operation AL“, der Nordflotte unter Admiral Hosogaya Boshirō während der Schlacht um die Aleuten zu unterstützen. Sie patrouillierten bis Mitte Juli um Attu, Kiska und Amchitka. Nachdem sie zur Überholung kurz in der Marinewerft Yokosuka war setzte sie ihre Patrouillen in den Kurilen fort, die sie von Paramushiro oder Schumschu bis nach Kiska führten. Außerdem machte sie Transportfahrten nach Kiska. In Begleitung des Zerstörers Oboro wurde die Hatsuharu am 17. Oktober 1942 vor Kiska von USAAF B-26 Marauder Bombern angegriffen. Ein direkter Bombentreffer am Heck machte ihr Ruder unbrauchbar und tötete vier und verwundete vierzehn Besatzungsmitglieder. Die Oboro wurde bei dem gleichen Angriff versenkt und die Hatsuharu rettete 17 Überlebende. Trotz der Beschädigung erreichte die Hatsuharu aus eigener Kraft Paramushiro am 25. Oktober. Die Hatsuharu kam in der Marinewerft Maizuru vom 6. November 1942 bis zum 30. September 1943 ins Dock. Während der Reparatur wurde auch der 12,7 cm Einzelturm am Heck ausgebaut und durch zwei Drillingslafetten mit Type 96 25 mm Flak ersetzt. Außerdem wurde ein Doppelstand 25 mm Flak auf einer Plattform vor der Brücke aufgebaut. Bis Kriegsende erhöhte sich der Bestand an 25 mm Flugabwehrgeschützen auf 21 Stück. Außerdem wurde in Maizuru ein Typ 22 Seezielradar eingebaut.
Am 11. Oktober 1943 waren die Reparaturarbeiten beendet und die Hatsuharu geleitete zusammen mit der Hatsushimo die Flugzeugträger Ryūhō and Chitose nach Singapur. Am 24. November 1943 begleitete sie wieder zusammen mit der Hatsushimo und dieses Mal auch mit der Wakaba den Träger Hiyō von der Kure über Manila, Singapur, Tarakan und Palau nach Truk. Am Ende des Jahres kehrten sie mit den Trägern Un’yō und Zuihō zurück nach Yokosuka.
Mit Beginn des Jahres 1944 wurde die 21. Zerstörerdivision der Kombinierten Flotte unterstellt und fuhr mit den Geleitmissionen zwischen Yokosuka und Truk fort. Von Ende Februar bis Ende Juni patrouillierte sie wieder zwischen Hokkaidō und Honshū. Während Wartungen in Ōminato Ende Mai und Yokosuka Ende Juni bekam die Hatsuharu noch zusätzliche 25 mm Flugabwehrgeschütze, so dass die Gesamtzahl auf 21 25 mm Flugabwehrgeschütze stieg. Im Juli führte sie im Rahmen der japanischen Vorbereitungen gegen die amerikanischen Landungen zwei Truppentransportfahrten nach Iwo Jima durch. Ende Juli wurde ein Radar vom Typ 13 eingebaut. Von August bis Oktober begleitete sie Truppenkonvois von Kure nach Taiwan und Luzon.
Am 24. Oktober 1944 rettete die Hatsuharu in der Schlacht von Leyte 78 Überlebende der Wakaba, die von Flugzeugen der Franklin vor der Westküste von Panay versenkt worden war.
Am 1. und 9. November geleitete die Hatsuharu von Manila aus Truppentransporte nach Ormoc. Als die Hatsuharu in der Nacht des 13. November nach Manila zurückkehrte, geriet sie in einen Luftangriff in der Manilabucht. Eine Reihe von Nahtreffern führte zu Wassereinbrüchen und Feuer im Schiff und die Hatsuharu sank in flachem Wasser. Die Verluste betrugen 12 Tote und 60 Verwundete. 218 überlebten den Untergang.
Am 10. Januar 1945 wurde die Hatsuharu von der Schiffsliste gestrichen.
Koordinaten: 14° 35′ 0″ N, 120° 50′ 0″ O